# Niemirowie herbu Gozdawa

Herb rodziny Niemirów

Niemirowie herbu Gozdawa – polski ród szlachecki osiadły na Podlasiu, mający swoją siedzibę w Niemirowie. Za protoplastę rodu uważa się starostę mielnickiego Hrymalicza Niemirę herbu Gozdawa, żonatego z Eudoksją  Pietkówną Kn. Niemirą (z d. Świrską). 
Niemirowie herbu Gozdawa spokrewnieni są z takimi rodzinami jak Niemirowiczowie-Szcyttowie herbu Jastrzębiec, Ossolińscy, Firlejowie czy Illiniczowie. Oprócz Niemirowa posiadali oni kilkanaście innych wsi takich jak Krzesk, Kwasy, Kaminonka i Psków, co czyniło ich jednym z bardziej znaczących rodów Podlasia. Oprócz licznych majątków ziemskich m.in. w Ostromęczynie, Wojciech Niemira posiadał dwór w Warszawie, a Stanisław Niemira w Niemirowie wzniósł murowany zamek. Potomkowie Niemirów żyją do dzisiaj.

## Członkowie rodu Niemirów herbu Gozdawa
- Stanisław Niemira (1597-1648) – wojewoda podlaski, właściciel lokowanego przez siebie miasta Niemirowa.
- Antoni Niemira – stolnik mielnicki w latach 1710-1733, chorąży mielnicki w 1710 roku.
- Stanisław Niemira z Niemirowa – chorąży mielnicki w 1694 roku, podczaszy lubelski w latach 1667–1678, dworzanin pokojowy Jego Królewskiej Mości w 1669 roku.
- Marcin Niemira – sędzia drohicki w latach 1623–1633, chorąży mielnicki w 1623 roku. Poseł na sejm 1627 roku.
- Karol Józef Niemira – chorąży drohicki w 1724 roku. Delegat i konsyliarz ziemi drohickiej w konfederacji dzikowskiej w 1734 roku.
- Mikołaj Niemira Hrymalicz (Grzymalczyk) – marszałek hospodarski. Namiestnik mielnicki i drohicki. Starosta mielnicki.
- Jan Niemira – generał w r. 1794, poseł na sejm w 1812 i 1820 roku.
- Michał Niemira – skarbnik mielnicki w 1795 r.
- Wojciech Niemira (zm. 1625) – wojewoda podlaski 1617-1625, kasztelan podlaski 1613-1617, stolnik podlaski 1603-1611, starosta mielnicki 1611-1625,
- Jan Kazimierz Niemira - syn Wojciecha, stolnik podlaski.
- Stanisław Niemira (zm. ok. 1580) – stolnik podlaski
- Hieronim (Jarosz) Niemira (zm. po 1611) – łowczy podlaski

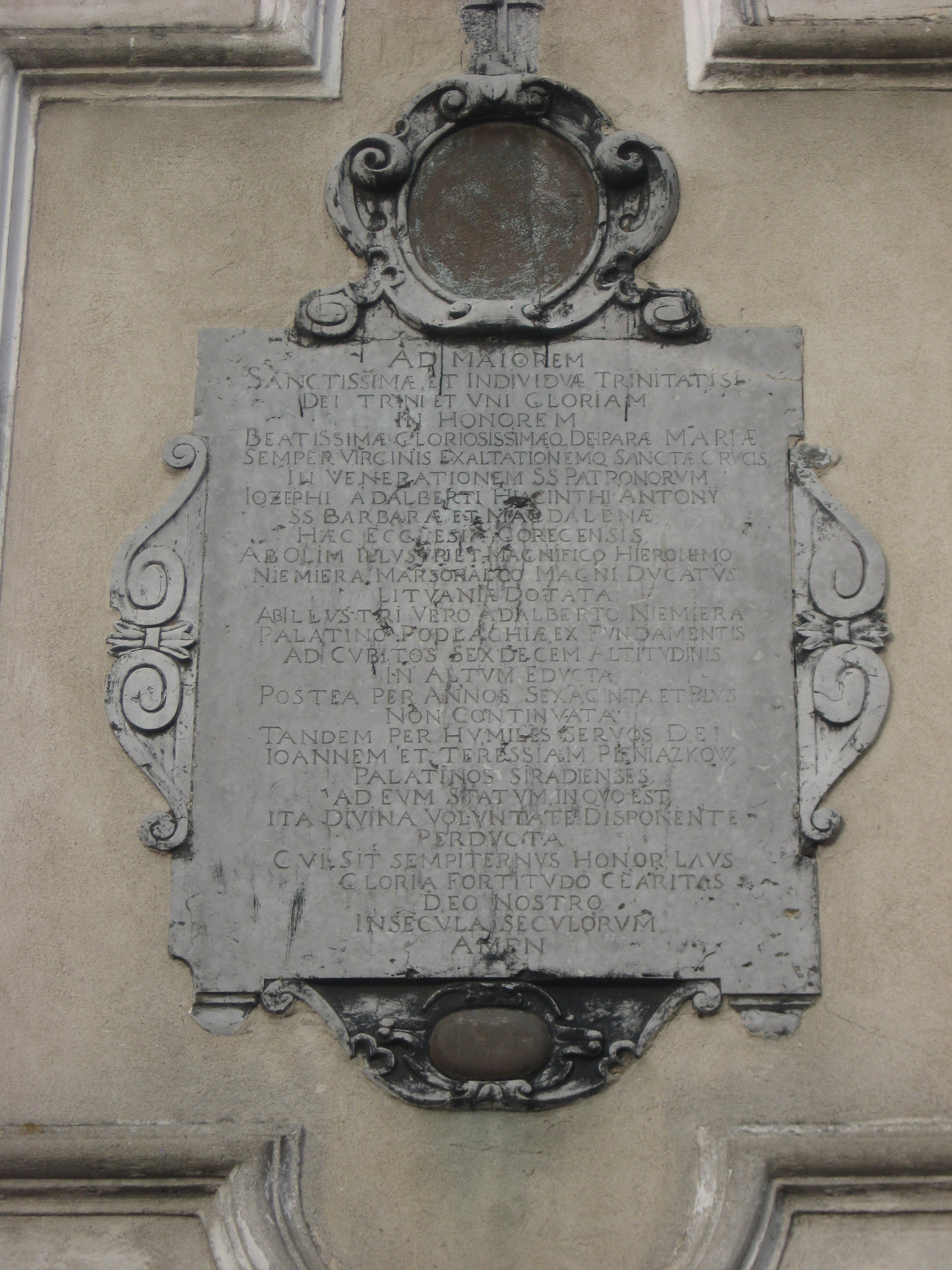
Tablica ku czci Niemirów na kościele w Górkach
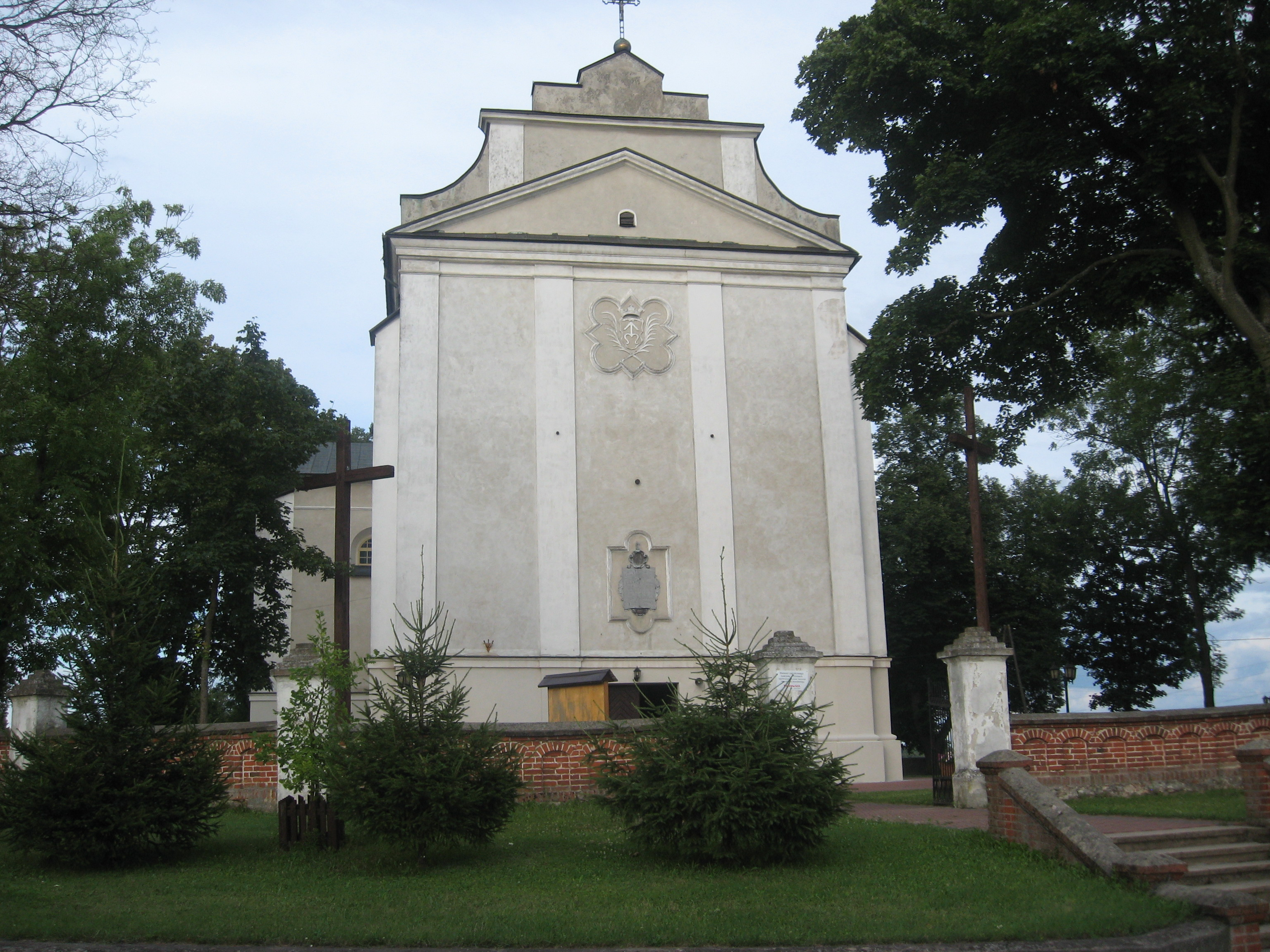
Kościół w Górkach ufundowany przez Wojciecha Niemirę herbu Gozdawa